# Río Polla

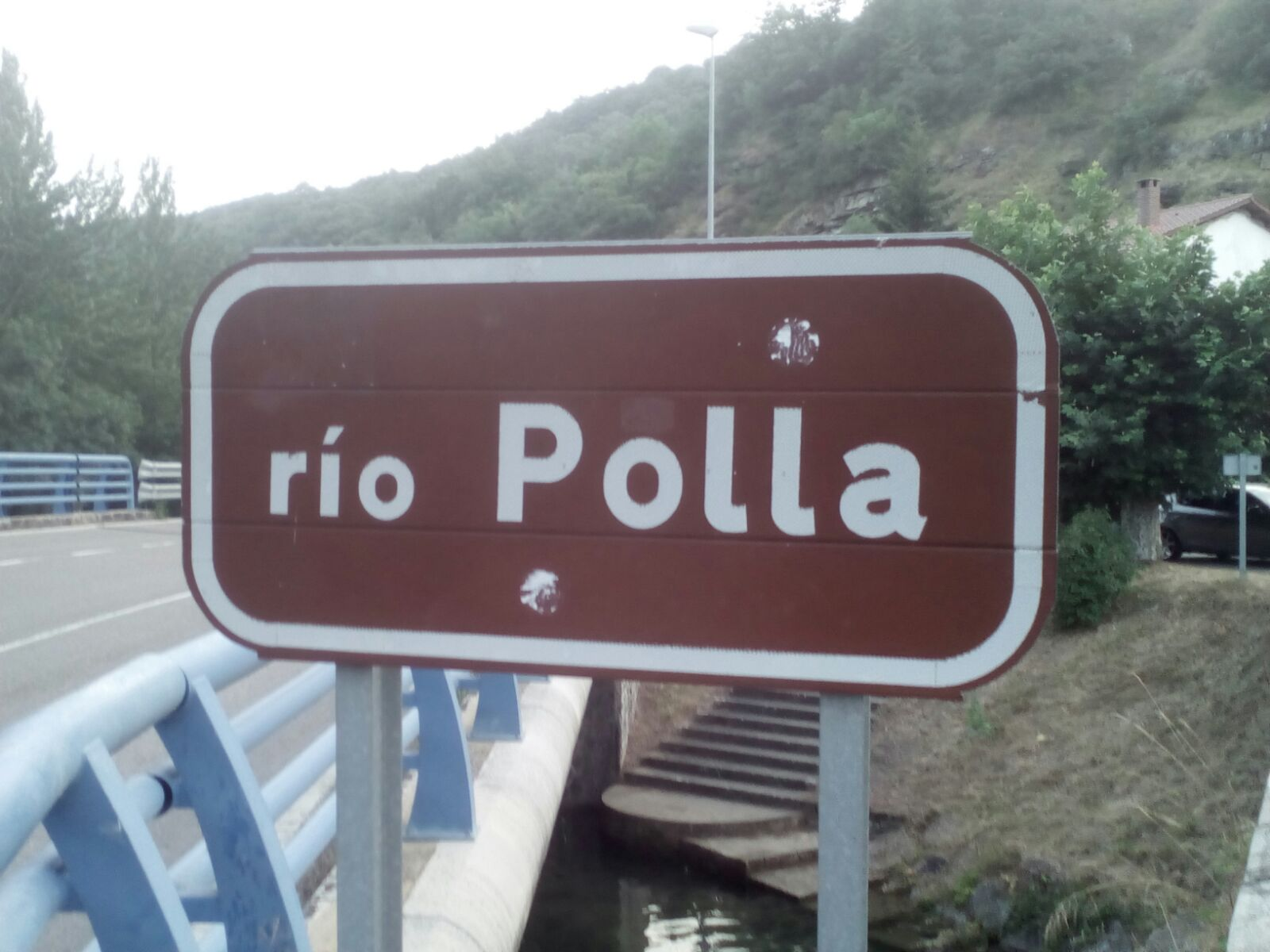
Cartel del río Polla en la CA-275.

El río Polla es un curso de agua en Cantabria (España). Nace en las proximidades del puerto de Pozazal, en la ladera sur del monte Somaloma, una suerte de estribación oriental de la Sierra de Híjar hacia el monte Hijedo. Atraviesa de oeste a este el municipio de Valdeprado del Río, desembocando en el río Ebro, en la localidad de Bárcena de Ebro.
Sus aguas son bicarbonatadas cálcicas, y su principal fuente es la del arroyo Zarzales (que es en realidad, el primer tramo del río), a la que contribuyen las aguas de los arroyos del Escobar, Rehoyo, Vadillo, Valdecifrián, Rugarcera, Valclavado, Calderona, Sotronca, La Espina, y Bahillo.
A lo largo de su recorrido existió una "multitud" de molinos maquileros citados por Madoz, siendo esta la causa del "apellido" de la localidad de Reocín de los Molinos, y su relación con el Camino de las Harinas.
El estado biológico de su cauce y entorno es considerado por la asociación consevacionista Cambera como "bueno" o "muy bueno". Está vedado de pesca en toda su longitud, y aunque la afanomicosis ha exterminado al cangrejo de río autóctono Austropotamobius pallipes en la ribera del Ebro, se ha citado su presencia en el regato de Fuentelaspina, en la cuenca del Polla.
El cartel con el nombre del río junto a la carretera es fotografiado habitualmente por el curioso nombre del curso fluvial.